# Критерий устойчивости Рауса
Крите́рий усто́йчивости Ра́уса — один из методов анализа линейной стационарной динамической системы на устойчивость. Наряду с критерием Гурвица (который часто называют критерием Рауса — Гурвица) является представителем семейства алгебраических критериев устойчивости (в отличие от частотных критериев — таких, как критерий устойчивости Найквиста — Михайлова). Предложен Э. Дж. Раусом в 1875 г.
Несмотря на то, что критерий Рауса исторически предложен ранее критерия Гурвица, его можно использовать как более удобную схему расчёта определителей Гурвица, особенно при больши́х степенях характеристического полинома.
К достоинствам метода относятся простая реализация на ЭВМ с помощью рекурсивного алгоритма, а также простота анализа для систем небольшого (до 3) порядка. К недостаткам можно отнести отсутствие наглядности метода: при его применении сложно получить информацию о степени устойчивости, о её запасах.

## Формулировка
Метод работает с коэффициентами характеристического уравнения системы. Пусть {\displaystyle W(s)={\frac {Y(s)}{U(s)}}} — передаточная функция системы, а {\displaystyle \ U(s)=0} — характеристическое уравнение системы. Представим характеристический полином {\displaystyle \ U(s)} в виде
{\displaystyle \ U(s)=a_{0}s^{n}+a_{1}s^{n-1}+...+a_{n}}
Критерий Рауса представляет собой алгоритм, по которому составляется специальная таблица, в которую коэффициенты характеристического полинома записывают таким образом, что:
1. в первой строке записываются коэффициенты уравнения с чётными индексами в порядке их возрастания;
2. во второй строке — с нечётными;
3. остальные элементы таблицы определяются по формуле: {\displaystyle \ c_{k,i}=c_{k+1,i-2}-r_{i}\cdot c_{k+1,i-1}}, где {\displaystyle r_{i}={\frac {c_{1,i-2}}{c_{1,i-1}}},i\geq 3} — номер строки, {\displaystyle \ k} — номер столбца;
4. число строк таблицы Рауса на единицу больше порядка характеристического уравнения.

Таблица Рауса:
| {\displaystyle \ ri}                             | {\displaystyle \Downarrow i\Longrightarrow k} | 1                                                  | 2                                                  | 3                                                  | 4   |
| -                                                | 1                                             | {\displaystyle \ c_{1,1}=a_{0}}                    | {\displaystyle \ c_{2,1}=a_{2}}                    | {\displaystyle \ c_{3,1}=a_{4}}                    | ... |
| -                                                | 2                                             | {\displaystyle \ c_{1,2}=a_{1}}                    | {\displaystyle \ c_{2,2}=a_{3}}                    | {\displaystyle \ c_{3,2}=a_{5}}                    | ... |
| {\displaystyle r_{3}={\frac {c_{1,1}}{c_{1,2}}}} | 3                                             | {\displaystyle c_{1,3}=c_{2,1}-r_{3}\cdot c_{2,2}} | {\displaystyle c_{2,3}=c_{3,1}-r_{3}\cdot c_{3,2}} | {\displaystyle c_{3,3}=c_{4,1}-r_{3}\cdot c_{4,2}} | ... |
| {\displaystyle r_{4}={\frac {c_{1,2}}{c_{1,3}}}} | 4                                             | {\displaystyle c_{1,4}=c_{2,2}-r_{4}\cdot c_{2,3}} | {\displaystyle c_{2,4}=c_{3,2}-r_{4}\cdot c_{3,3}} | {\displaystyle c_{3,4}=c_{4,2}-r_{4}\cdot c_{4,3}} | ... |
| ...                                              | ...                                           | ...                                                | ...                                                | ...                                                | ... |

Формулировка критерия Рауса:

Для устойчивости линейной стационарной системы необходимо и достаточно, чтобы коэффициенты первого столбца таблицы Рауса {\displaystyle \ c_{1,1},c_{1,2},c_{1,3},...} были положительны. Если это не выполняется, то система неустойчива.